# Schilling–Moharos Forgatókönyvírói Ügynökség
A Schilling–Moharos Forgatókönyvírói Ügynökség Kft. egy magyarországi filmipari vállalkozás volt, amely 2002 és 2005 között működött. Fő profilja a forgatókönyvírók képviselete, oktatása és projektjeik szakmai támogatása volt. Az ügynökséget Schilling Zoltán és Moharos György alapította.

## Története
Az ügynökség 2002 elején jött létre azzal a céllal, hogy a magyar filmiparban meghonosítsa a forgatókönyv-ügynökségi és menedzsmenti gyakorlatokat, amelyek Nyugat-Európában és az Egyesült Államokban már elterjedtek.
A társaság többféle tevékenységet végzett, köztük forgatókönyvek elemzését, írók képviseletét és konzultációs szolgáltatásokat. Emellett forgatókönyvírói tanfolyamokat is indított, amelyek során a résztvevők megismerkedhettek a hollywoodi forgatókönyvírás módszereivel, a nemzetközi formátummal, valamint a történet- és karakterépítés alapjaival.  
Az alapképzést haladó kurzus követte, amely lehetőséget adott saját forgatókönyv elkészítésére szakmai mentorálással. A programok között szerepelt a televíziós sorozatírás alapjait bemutató képzés is, amelyet többek között Krigler Gábor dramaturg vezetett.

## Jogutód
Az ügynökség 2005-ben megszűnt, és tevékenységét Analog Artists néven folytatta tovább.

## Jelentőség
A Schilling–Moharos Forgatókönyvírói Ügynökség rövid fennállása ellenére fontos szerepet játszott a magyar forgatókönyvírás professzionalizálódásában. Oktatási programjai és konzultációi révén több későbbi forgatókönyvíró és dramaturg itt kapott szakmai alapokat, akik később hazai és nemzetközi produkciókban is részt vettek.